# 8254 Московіц
8254 Московіц (8254 Moskovitz, 1981 EF18, 1979 UL3, 1986 TA5) — астероїд головного поясу, відкритий 2 березня 1981 року.
Тіссеранів параметр щодо Юпітера — 3.580.